# Tunnel de Dai-shimizu
Le Tunnel de Dai-shimizu est un tunnel ferroviaire à grande vitesse de 22 km de long, qui fait partie de la ligne Shinkansen entre Tokyo et Niigata (Shinkansen Jōetsu).